# 'Ajjur
’Ajjur, également écrit ’Adjour ou A'djour (en arabe : عجّور), est un ancien village arabe palestinien qui se trouvait à 24 kilomètres au nord-ouest d'Hébron. Lors de la guerre de 1948, au cours de laquelle il a été annexé à Israël, toute sa population, qui comptait plus de 3 700 habitants, a fui ou été expulsée. Plusieurs moshavim et une localité communautaire ont été établis sur ses terres.

## Toponymie
'Ajjur devrait son nom aux sillons tracés sur le sable par le vent, ou à « une sorte de concombre ».

## Histoire

### Premiers siècles de l'islam
Près de l'emplacement de la localité, à Khirbet Jannaba al-Fauqa, se trouve l'un des sites possibles de la bataille d'Ajnadayn, qui opposa au septième siècle de l'ère commune les forces arabo-musulmanes et byzantines. Elle se conclut par une victoire décisive des premières, d'où résulta l'intégration de la majeure partie de la Palestine à l'aire de l'Islam. La fondation du village remonte elle-même aux premières années de la domination fatimide sur la région, au début du douzième siècle. Une mosquée construite à cette époque est restée en fonction jusqu'à la disparition d'Ajjur.

### Période mamelouke
Le chroniqueur arabe Moudjir ed-dyn (en) mentionne l'existence du « bourg d’'Adjour » sur la route de Jérusalem à Gaza, et dans la dépendance de cette dernière ville.

### Période ottomane

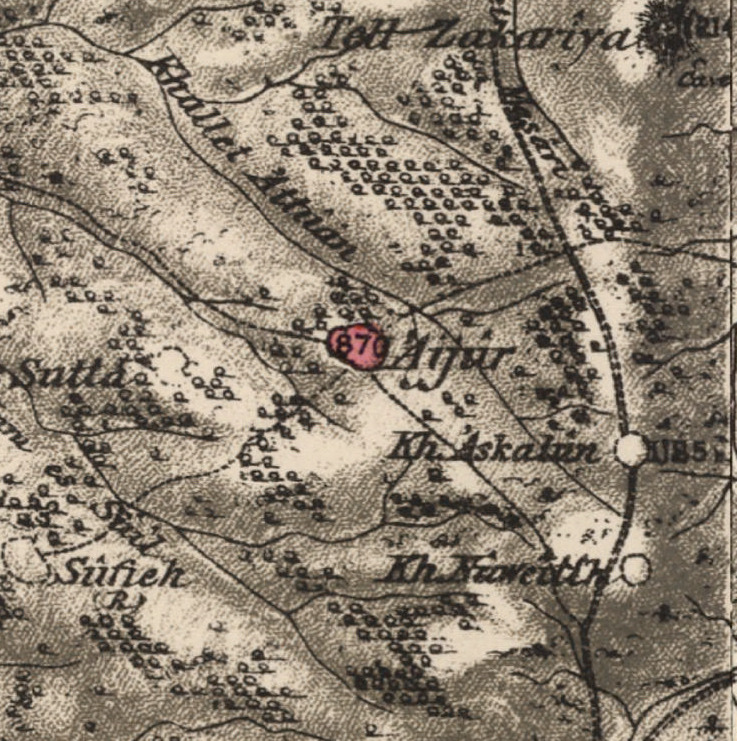
Carte de la région d'Ajjur dans les années 1870.

En 1596, 'Ajjur était un village de la nahié (« sous-district ») de Gaza, dans le sandjak de Gaza, et comptait 35 ménages musulmans, soit environ 193 personnes. Ses habitants payaient un impôt d'un tiers sur des produits agricoles comme le blé, l'orge, les fruits, les vendanges, les ruches et les chèvres, pour un total de 5 500 akçes.
En 1838, Edward Robinson note que le village était « petit », situé dans le district de Gaza, et que les villageois étaient musulmans,.
En 1863, Victor Guérin relate une halte « au village d'A'djour », dont il estime la population à 800 habitants. Il relève que plusieurs maisons, dont celle du cheikh local, sont en partie construites avec d'anciennes pierres de taille, issues des ruines d'une ville antique « dont le nom n'a point encore été retrouvé ». Albert Socin (en) tire d'une liste officielle de villages ottomans des années 1870 qu'Ajjur comptait 86 maisons et une population masculine de 254 habitants. Selon Martin Hartmann (en), 'Ajjur avait 120 maisons.
En 1883, le Survey of Western Palestine (en) du PEF décrit 'Ajjur comme un petit village planté d'oliviers, à l'habitat groupé pour la plus grande part, mais avec quelques maisons dispersées vers l'ouest et le sud. Une école portant le nom d'Abu Hasan a été créée à cette époque. 
En 1896, la population d'Ajjur était estimée à 1 767 personnes.

### Mandat britannique

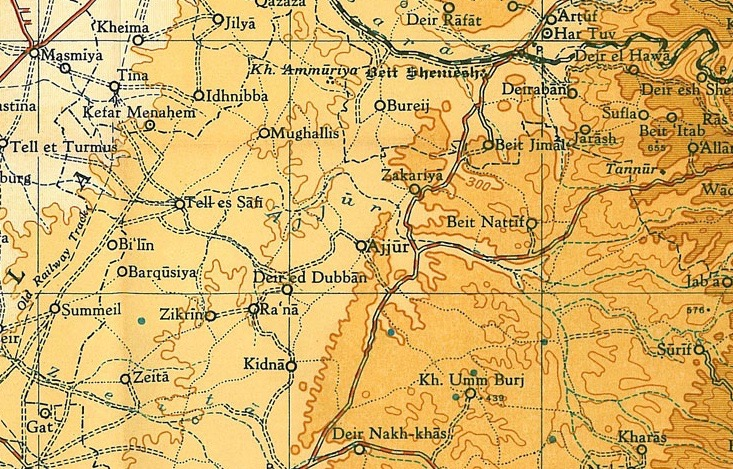
'Ajjur en 1945 sur une carte au 1:250 000.

Dans le recensement de la Palestine de 1922, conduit par les autorités mandataires britanniques, 'Ajjur compte une population de 2 073 habitants, tous musulmans ; elle passe dans le recensement de 1931 à 2 917 habitants, dont 4 chrétiens, pour un total de 566 maisons d'habitation.
Pendant cette période, 'Ajjur est devenu un centre économique local actif. Chaque vendredi s'y tenait un souk qui attirait les consommateurs et les commerçants des villes et villages voisins. Une deuxième école, fondée en 1934, recevait les élèves d'Ajjur et des environs. L'agriculture constituait la base de l'économie du village. La culture des olives et du blé occupait la place principale.  La deuxième activité économique par ordre d'importance était l'élevage, en particulier l'élevage caprin. La possession de bétail était un élément de statut social et de fierté, et les habitants donnaient des noms affectueux à certains types d'animaux. L'élevage entraînait les gardiens de troupeau dans des déplacements saisonniers vers des localités proches, comme Khirbet al-Sura et Khirbet al-'Ammuriyya. La fabrication de chaussures, la menuiserie et la tannerie faisaient aussi partie des activités courantes.
D'après les statistiques de 1945 (en), 'Ajjur possédait une population de 3 730 habitants, dont 10 chrétiens et 3 720 musulmans, et un total de 58 074 dounams de terre. Sur ce total, 2 428 dunams était irrigués ou utilisés en plantations, 25 227 dounams étaient affectés à la culture des céréales tandis que 171 dounams étaient classés en zones bâties (urbaines).

### Guerre de 1948
Le 23 octobre 1948, pendant la guerre israélo-arabe de 1948, le quatrième bataillon de la brigade Guivati occupa 'Ajjur dans le cadre de l'opération Yoav. La plupart des habitants du village avaient fui avant cet assaut, à la suite d'une attaque antérieure, les 23 et 24 juillet,.

### État d'Israël
Sur les terres du village, ont été installés les moshavim d'Agur (en), Tzafririm, Givat Yeshayahu (en) et Tirosh (en), ainsi que l'implantation communautaire de Li-On (en) et une partie du Britannia Park (en).
En 1992, l'historien palestinien Walid Khalidi décrit ainsi le site du village : « Il ne reste que trois maisons ; deux sont à l'abandon et la dernière a été transformée en entrepôt. L'une des maisons abandonnées est une construction de pierre à deux étages dotée d'un grand porche à trois arches ». Petersen, qui a inspecté les lieux en 1994, remarque « un grand bâtiment de deux étages avec une arcade voûtée du côté nord. La partie supérieure du bâtiment sert aujourd'hui de maison tandis que la partie inférieure semble abandonnées (bien qu'elle reste fermée à clé) [...] L’identité ou la fonction de ce bâtiment ne sont pas connue, bien que sa conception et son orientation indiquent qu’il pourrait s’agir d’une mosquée ». En 2000, Meron Benvenisti observe : « Trois grandes et belles constructions, situées à l'extérieur du village au milieu de vergers d'arbres fruitiers, ont été rénovées, et des familles juives y vivent. Dans l'un, des concerts de musique de chambre ont lieu ».